# Hoplichthys regani
Hoplichthys regani är en fiskart som beskrevs av Jordan, 1908. Hoplichthys regani ingår i släktet Hoplichthys och familjen Hoplichthyidae. Inga underarter finns listade i Catalogue of Life.